# 奧弗塞特嶺
71°41′S 68°32′W / 71.683°S 68.533°W
奧弗塞特嶺（英語：Offset Ridge）是南極洲的山嶺，位於亞歷山大一世島東部，處於金星冰川和海王星冰川之間，該山嶺現時由南極條約體系管理。